# Бабенков, Олег Михайлович
Олег Михайлович Бабенков (21 июня 1985, Ленинград) — российский футболист, защитник

## Биография
В детстве занимался лёгкой атлетикой и самбо. С 10 лет — в футбольной школе «Смена», которую окончил в 2002 году. Был в дубле «Зенита», но с приходом Властимила Петржелы был вынужден уйти из клуба.
В 2004 году стал чемпионом Ленинградской области в составе «Фаворита» Выборг, выступал за дубль «Петротреста». 9 мая 2005 дебютировал на профессиональном уровне в составе «Петротреста» — отыграл гостевой матч первого дивизиона против курского «Авангарда» (0:0), на 70 минуте получил жёлтую карточку. В следующем матче 16 мая дома против «Динамо» Махачкала (0:5) был удалён на 48 минуте. Второй круг провёл в аренде в команде второго дивизиона «Волга» Тверь — 11 матчей.
В 2006 году в составе «Петротреста», выбывшем во второй дивизион, забил три гола в 33 матчах. По окончании сезона был на просмотре в «Химках», которые возглавлял прежний тренер «Петротреста» Владимир Казачёнок, но не согласился играть за дубль. Приглашался Сергеем Подпалым в «Носту», но агент договорился с ивановским «Текстильщиком-Телекомом», который тренировал Анатолий Давыдов. В 2008 году был в другом клубе первого дивизиона — «Металлург-Кузбасс» Новокузнецк, но сыграл в первенстве только пять неполных матчей.
2009 год отыграл у Казачёнка в команде второго дивизиона «Смена-Зенит». Затем играл в командах второго дивизиона «Динамо» Вологда (2010), «Горняк» Учалы (2011/12 — 2012/13).
Летом 2013 был приглашён в новообразованный клуб «Тосно», с которым вышел в ФНЛ. Пришедший в конце 2014 года в команду главный тренер Александр Григорян не видел Бабенкова в составе, и он был отдан в аренду в «Химик» Дзержинск.
Перед сезоном 2015/16 был приглашён Олегом Веретенниковым в «Луч-Энергию» Владивисток, но после смены тренера в феврале 2016 перешёл в петербургское «Динамо». После расформирования петербургского клуба в 2018 году перешёл в «Факел» (Воронеж).
С лета 2019 года играл за ПФК «Сокол» из Саратова. Во время зимнего перерыва поиграл в любительской команде «Алмаз-Антей U-17» в рамках Зимнего первенства Санкт-Петербурга 2019/2020. В июне 2020 покинул саратовский «Сокол».
В июле 2020 года был на просмотре в клубе «Динамо СПб», принял участие в одной тренировке, но не стал игроком команды. Также был на просмотре в петербургской «Звезде», 28 июля провёл одну товарищескую игру за клуб.
В августе 2020 года стал футболистом любительского футбольного клуба «СТД "Петрович"», с которым стал чемпионом Санкт-Петербурга по футболу.
С декабря 2020 года футболист петербургского любительского футбольного клуба «Авангард».

### Тренерская карьера
С 2020 года тренер в ДЮСШ «Авангард» в Санкт-Петербурге. С 2021 года играющий тренер любительского футбольного клуба «Авангард» из Санкт-Петербурга.

## Личная жизнь
Женат: супруга — Ольга, дочь — Полина.
Окончил Университет технологии и дизайна, играл за университетскую команду вместе с Андреем Аршавиным.

## Достижения
- Победитель зоны «Запад» Первенства ПФЛ (2): 2013/14, 2016/17.